# Rougeotia calumniosa
Rougeotia calumniosa là một loài bướm đêm trong họ Noctuidae.